# Cantonul Beaumont-Hague
Cantonul Beaumont-Hague este un canton din arondismentul Cherbourg-Octeville, departamentul Manche, regiunea Basse-Normandie, Franța.

## Comune
| Comune                 | Populație (1999) | Cod poștal | Cod INSEE |
| ---------------------- | ---------------- | ---------- | --------- |
| Acqueville             | ...              | 50440      | 50001     |
| Auderville             | ...              | 50440      | 50020     |
| Beaumont-Hague         | ...              | 50440      | 50041     |
| Biville                | ...              | 50440      | 50057     |
| Branville-Hague        | ...              | 50440      | 50073     |
| Digulleville           | ...              | 50440      | 50163     |
| Éculleville            | ...              | 50440      | 50171     |
| Flottemanville-Hague   | ...              | 50690      | 50187     |
| Gréville-Hague         | ...              | 50440      | 50220     |
| Herqueville            | ...              | 50440      | 50242     |
| Jobourg                | ...              | 50440      | 50257     |
| Omonville-la-Petite    | ...              | 50440      | 50385     |
| Omonville-la-Rogue     | ...              | 50440      | 50386     |
| Sainte-Croix-Hague     | ...              | 50440      | 50460     |
| Saint-Germain-des-Vaux | ...              | 50440      | 50477     |
| Tonneville             | ...              | 50460      | 50600     |
| Urville-Nacqueville    | ...              | 50460      | 50611     |
| Vasteville             | ...              | 50440      | 50620     |
| Vauville               | ...              | 50440      | 50623     |